# Cyamus antarcticensis
Cyamus antarcticensis is een vlokreeftensoort uit de familie van de Cyamidae. De wetenschappelijke naam van de soort is voor het eerst geldig gepubliceerd in 1982 door Vlasova.